# Schitu, Olt
Schitu là một xã thuộc hạt Olt, România. Dân số thời điểm năm 2002 là 3174 người.